# Mario & Luigi: Dream Team
Mario & Luigi: Dream Team, conhecido no Japão como Mario & Luigi RPG 4: Dream Adventure (マリオ&ルイージRPG4 ドリームアドベンチャー, Mario ando Ruīji Aru Pī Jī Fō: Dorīmu Adobenchā) é um jogo eletrônico atualmente em desenvolvimento para o Nintendo 3DS, sequência direta de Mario & Luigi: Bowser's Inside Story, para Nintendo DS. foi lançado em 2013..

## História
Mario, Luigi, Princesa Peach e Toadsworth são convidados para passar alguns dias numa ilha chamada Ilha Travesseiro. Lá, Luigi dorme em um travesseiro especial, que faz com que o mundo de seus sonhos seja aberto. Um pesadelo chamado Conde Antasma rapta a princesa para dentro do sonho de Luigi, então Mario deve se aventurar no mundo do sonho de seu irmão para resgatá-la. Depois de Conde Antasma se juntar com Bowser, no final é descoberto que o rei dos Koopas usou Conde Antasma como um fantoche. Depois de Mario derrotar Conde Antasma no Mundo dos Sonhos, Mario e Luigi partem para a batalha final. Depois que a Pedra dos Sonhos é destruída, Bowser come os fragmentos da própria e se transforma no Bowser Onírico (Bowser dos Sonhos). Mario e Luigi o derrotam e depois, podem finalmente tirar suas férias com a Princesa Peach e Toadsworth.

## Jogabilidade
É jogado com os irmãos Mario e Luigi ao mesmo tempo, assim como os anteriores da série. Às vezes, o jogador precisa entrar no sonho de Luigi, que é jogado como um nível em 2D, ao contrário do 3D do mundo fora do sonho. Nesses sonhos, Mario é acompanhado por Luigi Onírico, que pode se infiltrar certos objetos e ajudar Mario se Celeste (de Mario & Luigi: Bowser's Inside Story) interage com o rosto de Luigi (assim como esticar o bigode de Luigi para esticar as folhas de uma árvore ou fazer Luigi espirrar, causando uma ventania no sonho). O jogador precisa resgatar os Travesseiros entrando no mundo dos sonhos.

## Chefes
| Nome                            | Descrição |
| ------------------------------- | --- |
| Conde Antasma (primeira versão) | Antasma é o rei dos morcegos, que foi aprisionado no mundo dos sonhos pelos Pi'illos. Na primeira versão, ele não causa dano ao Mario, e se você atacar bem, ele é derrotado em dois rounds. |
| Fantasma de Fogo                | Fantasma de Fogo é um fantasma que cria vários desafios para ninguém levar o príncipe Oniriberto (Príncipe Travesseira), que está petrificado. O último desafio é lutar contra ele. |
| Mario Onírico                   | É um Mario falso criado por Antasma. Ele é clonado e os clones se embaralham. Você tem que saber qual é o original para poder atacá-lo. |
| Somnitron                       | É o robô do chefe do Mushrise Park. Ele foi feito para irrigar as plantas, mas foi atingido por um pedaço de uma fonte e deu curto circuito no processador de boas maneiras. Por isso, você tem que lutar contra ele.                                                                                            |
| Bowser e Antasma                | Antasma volta e se une ao Bowser, os dois juntos são muito mais poderosos que o normal. Graças ao poder de Antasma, o Bowser fica mais poderoso e aprende novos ataques. Ao derrotá-los, eles fogem atrás da Dream Stone, uma pedra mágica que realiza desejos.                                                  |
| Parachifre                      | Parachifre é um monstro que vive no deserto Dozing Sands. O segredo para derrotá-lo é: Quando ele voar e atacar por cima, você contra-ataca com o martelo e ele vai cair com a barriga para cima, depois você pula nele até derrotar.                                                                            |
| Musculaço                       | Musculaço é um guia turístico, junto com seu irmão mais novo, Musculino. Você precisa derrotá-lo para ele acordar. Ele está dormindo porque diz que o mundo real só tem inimigos fracos e o mundo dos sonhos tem inimigos fortes.                                                                                |
| Mamutriosca                     | É uma mamute que não quer que ninguém chegue ao topo do monte Pajamaja. Seu ponto fraco é sua cabeça, por isso, é necessário pular em sua cabeça para derrotá-la. Ela está dentro de várias cascas, por isso, ao quebrar a primeira, você precisa pular nas outras para atacá-la diretamente e vencer a batalha. |
| Elite Trio                      | É composto por um Goomba, um Shy Guy e um Paratroopa. Para vencer a luta, precisa derrotar os três ao mesmo tempo. |
| Travesseirónius                 | Travesseirónius é um robô que protege o Templo Traveseeirus. Para derrotá-lo, você precisa atacar primeiro suas asas. Depois disso, ele vai perder ataque e defesa, vai ficar lento e fraco. Depois, ele pode entrar no modo de autodestruição. Se ele entrar, você precisa derrotá-lo rápido.                   |
| Antasma (segunda versão)        | Na segunda versão, Antasma está muito mais forte, tem muito mais vida e ataques novos. |
| Bowser Onírico                  | É o último chefe. Depois de comer os fragmentos da Pedra Onírica, o Bowser se transforma em Bowser Onírico. Ele é muito poderoso e consegue criar o que ele quiser. O recomendado é lutar contra ele no nível 38.                                                                                                |

## Mundos
- Blimport - ponto de partida do jogo.
- Pi'illo Castle
- Mushrise Park
- Dozing Sands
- Wakeport
- Mount Pajamaja
- Driftwood Shore
- Somnom Woods